# Catherston Leweston
Catherston Leweston est un village du Dorset, dans le sud-ouest de l'Angleterre, situé à 3,2 km au nord-est de Lyme Regis.

## Architecture
Son église date de 1858. On peut y voir aussi un manoir de style Tudor qui a été construit en 1887.

## Personnalité liée à la commune
- L'explorateur, écrivain et biographe Arthur Montefiore Brice (1859-1927) y est né.